# WGC - Matchplay 2015
De WGC - Cadillac Match Play van 2015 werd van donderdag 29 april t/m 3 mei gespeeld op TPC Harding Park in San Francisco. Het prijzengeld was $.9.250.000, waarvan de winnaar $.1.570.000 kreeg. Bovendien kreeg hij 550.00 punten voor de FedEx Cup. 

## De baan
Harding Park werd in 1925 geopend. De baan werd ontworpen door Willie Watson en Sam Whiting en ligt aan Lake Merced. Voor de oorlog werd hier het San Francisco City kampioenschap gespeeld. Na de oorlog werd de baan regelmatig gebruikt voor toernooien van de Amerikaanse PGA Tour, maar vanaf de zestiger jaren werd de baan verwaarloosd. In 1998 werd de baan als parkeerterrein gebruikt tijdens het US Open, toen dat op de Olympic Club werd gespeeld. Daarna werd de baan geheel gerenoveerd. Ook werd de baan verlengd om aan de moderne eisen te voldoen. Op 22 augustus 2003 werd de baan heropend en sindsdien worden er weer nationale en internationale toernooien gespeeld. Het werd als nummer 32 opgenomen in het TPC netwerk.

## Verslag
Er deden vijf voormalige winnaars mee: Henrik Stenson (2008), Ian Poulter (2010), Hunter Mahan (2012), Matt Kuchar (2013) en Jason Day (2014).
Accenture was de titelsponsor van dit toernooi, maar dat contract werd na 2014 niet verlengd. Cadillac werd de nieuwe sponsor, het toernooi werd twee maanden later dan voorheen op de agenda gezet en de formule werd veranderd.

### Ronde 1: 64 spelers
Er werd een round-robin gespeeld: de 64 spelers werden in 16 groepen verdeeld, en iedere speler speelde tegen de andere drie spelers in zijn groep. Ronde 1 duurde dus drie dagen. Een gewonnen partij leverde 1 punt op. De winnaar van iedere groep ging zaterdag door naar de laatste 16.
Ben Martin sloeg woensdag met een hybride op hole 17 een hole-in-one, waarna hij de partij met 1 up won.
| Winnaars                 | Uitslag | Verliezers           |
| Groep 1                  | Groep 1 | Groep 1              |
| ------------------------ | ------- | -------------------- |
| Rory McIlroy (1)         | 5 & 4   | Jason Dufner         |
| Billy Horschel (1)       | 5 & 4   | Brandt Snedeker      |
|                          |         |                      |
| Rory McIlroy (2)         | 2up     | Brandt Snedeker      |
| Billy Horschel (2)       | 3 & 2   | Jason Dufner         |
|                          |         |                      |
| Rory McIlroy (3)         | Hole 20 | Billy Horschel (2)   |
| Jason Dufner (1)         | 1 up    | Brandt Snedeker      |
| Groep 2                  |         |                      |
| Jordan Spieth (1)        | 4 & 2   | Mikko Ilonen         |
| Lee Westwood (1)         | 1 up    | Matt Every D         |
|                          |         |                      |
| Jordan Spieth (2)        | 4 & 3   | Matt Every           |
| Lee Westwood (2)         | 1 up    | Mikko Ilonen         |
|                          |         |                      |
| Lee Westwood (3)         | 2 up    | Jordan Spieth (2)    |
| Mikko Ilonen (1)         | 8 & 6   | Matt Every           |
| Groep 3                  |         |                      |
| John Senden (1)          | Hole 19 | Henrik Stenson       |
| Bill Haas (1)            | 3 & 2   | Brendon Todd D       |
|                          |         |                      |
| John Senden (2)          | 4 & 3   | Bill Haas (1)        |
| Henrik Stenson (1)       | 3 & 1   | Brendon Todd         |
|                          |         |                      |
| Bill Haas (2)            | 3 & 1   | Henrik Stenson (1)   |
| John Senden (3)          | 1 up    | Brendon Todd         |
| Groep 4                  |         |                      |
| Bubba Watson (1)         | 5 & 4   | Miguel Ángel Jiménez |
| Louis Oosthuizen (1)     | 6 & 5   | Keegan Bradley       |
|                          |         |                      |
| Bubba Watson (2 )        | 4 & 2   | Keegan Bradley       |
| Louis Oosthuizen (2)     | 2 up    | Miguel Ángel Jiménez |
|                          |         |                      |
| Miguel Ángel Jiménez (1) | 2 up    | Keegan Bradley       |
| Louis Oosthuizen (3)     | Hole 19 | Bubba Watson (2)     |
| Groep 5                  |         |                      |
| Jim Furyk (1)            | 3 & 2   | George Coetzee       |
| Martin Kaymer (1)        | 3 & 1   | Thongchai Jaidee     |
|                          |         |                      |
| Thongchai Jaidee (1)     | 3 & 1   | Jim Furyk (1)        |
| George Coetzee (1)       | 1 up    | Martin Kaymer (1)    |
|                          |         |                      |
| Jim Furyk (2)            | Hole 20 | Martin Kaymer (1)    |
| George Coetzee (2)       | Hole 21 | Thongchai Jaidee (1) |
| Groep 6                  |         |                      |
| Marc Leishman (1)        | 3 & 2   | Justin Rose          |
| Anirban Lahiri D (1)     | 4 & 2   | Ryan Palmer          |
|                          |         |                      |
| Marc Leishman (2)        | 4 & 3   | Ryan Palmer          |
| Justin Rose (1)          | Hole 19 | Anirban Lahiri (1)   |
|                          |         |                      |
| Marc Leishman (3)        | 1 up    | Anirban Lahiri (1)   |
| Justin Rose (2)          | 2 & 1   | Ryan Palmer          |
| Groep 7                  |         |                      |
| Charley Hoffman (1)      | 4 & 3   | Jason Day            |
| Zach Johnson (1)         | 2 up    | Branden Grace        |
|                          |         |                      |
| Charley Hoffman (2)      | 2 & 1   | Zach Johnson (1)     |
| Branden Grace (1)        | 4 & 3   | Jason Day            |
|                          |         |                      |
| Zach Johnson (2)         | 3 & 2   | Jason Day            |
| Branden Grace (2)        | 2 & 1   | Charley Hoffman (2)  |
| Groep 8                  |         |                      |
| Dustin Johnson (1)       | 3 & 1   | Matt Jones           |
| Charl Schwartzel (1)     | 5 & 4   | Victor Dubuisson     |
|                          |         |                      |
| Charl Schwartzel (2)     | Hole 20 | Dustin Johnson (1)   |
| Matt Jones (1)           | 2 up    | Victor Dubuisson     |
|                          |         |                      |
| Charl Schwartzel (3)     | Hole 20 | Matt Jones (1)       |
| Dustin Johnson (2)       | 2 & 1   | Victor Dubuisson     |

| Winnaars               | Uitslag | Verliezers             |
| Groep 9                | Groep 9 | Groep 9                |
| ---------------------- | ------- | ---------------------- |
| Francesco Molinari (1) | 5 & 4   | Adam Scott             |
| Paul Casey (1)         | Hole 22 | Chris Kirk             |
|                        |         |                        |
| Paul Casey (2)         | 1 up    | Adam Scott             |
| Chris Kirk (1)         | 2 & 1   | Francesco Molinari (1) |
|                        |         |                        |
| Paul Casey (3)         | 1 up    | Francesco Molinari (1) |
| Chris Kirk (2)         | 1 up    | Adam Scott             |
| Groep 10               |         |                        |
| Sergio García (1)      | 2 up    | Tommy Fleetwood D      |
| Jamie Donaldson (1)    | 1 up    | Bernd Wiesberger       |
|                        |         |                        |
| Bernd Wiesberger (1)   | 2 & 1   | Sergio García (1)      |
| Tommy Fleetwood (1)    | Hole 21 | Jamie Donaldson (1)    |
|                        |         |                        |
| Tommy Fleetwood (2)    | Hole 19 | Bernd Wiesberger (1)   |
| Jamie Donaldson (2)    | 2 & 1   | Sergio García (1)      |
| Groep 11               |         |                        |
| Gary Woodland (1)      | Hole 19 | Jimmy Walker           |
| Webb Simpson (1)       | 3 & 2   | Ian Poulter            |
|                        |         |                        |
| Webb Simpson (2)       | Hole 19 | Jimmy Walker           |
| Gary Woodland (2)      | 3 & 2   | Ian Poulter            |
|                        |         |                        |
| Ian Poulter (1)        | 4 & 2   | Jimmy Walker           |
| Gary Woodland (3)      | 1 up    | Webb Simpson (2)       |
| Groep 12               |         |                        |
| Marc Warren (1)        | 2 & 1   | J.B. Holmes            |
| Brooks Koepka (1)      | 1 up    | Russell Henley         |
|                        |         |                        |
| Brooks Koepka (2)      | Hole 20 | Marc Warren (1)        |
| J.B. Holmes (1)        | Hole 19 | Russell Henley         |
|                        |         |                        |
| Russell Henley (1)     | 1 up    | Marc Warren (1)        |
| J.B. Holmes (2)        | 2 & 1   | Brooks Koepka (2)      |
| Groep 13               |         |                        |
| Rickie Fowler (1)      | 1 up    | Harris English         |
| Shane Lowry (1)        | 1 up    | Graeme McDowell        |
|                        |         |                        |
| Rickie Fowler (2)      | 1 up    | Shane Lowry (1)        |
| Harris English (1)     | 2 & 1   | Graeme McDowell        |
|                        |         |                        |
| Rickie Fowler (3)      | 5 & 4   | Graeme McDowell        |
| Harris English (2)     | 1 up    | Shane Lowry (1)        |
| Groep 14               |         |                        |
| Ben Martin (1)         | 1 up    | Matt Kuchar            |
| Hunter Mahan (1)       | 7 & 6   | Stephen Gallacher      |
|                        |         |                        |
| Hunter Mahan (2)       | 5 & 3   | Ben Martin (1)         |
| Matt Kuchar (1)        | 3 & 2   | Stephen Gallacher      |
|                        |         |                        |
| Ben Martin (3)         | Hole 20 | Stephen Gallacher      |
| Hunter Mahan (3)       | 5 & 4   | Matt Kuchar (1)        |
| Groep 15               |         |                        |
| Patrick Reed (1)       | 2 & 1   | Andy Sullivan          |
| Danny Willett D (1)    | 3 & 2   | Ryan Moore             |
|                        |         |                        |
| Danny Willett (2)      | 2 & 1   | Patrick Reed (1)       |
| Andy Sullivan (1)      | 3 & 2   | Ryan Moore             |
|                        |         |                        |
| Danny Willett (3)      | 1 up    | Andy Sullivan (1)      |
| Patrick Reed (2)       | 1 up    | Ryan Moore             |
| Groep 16               |         |                        |
| Hideki Matsuyama (1)   | 5 & 4   | Alexander Levy D       |
| Joost Luiten (1)       | Hole 19 | Kevin Na               |
|                        |         |                        |
| Hideki Matsuyama (2)   | 2 up    | Joost Luiten (1)       |
| Kevin Na (1)           | 3 & 1   | Alexander Levy         |
|                        |         |                        |
| Joost Luiten (2)       | 1 up    | Alexander Levy         |
| Hideki Matsuyama (3)   | 5 & 4   | Kevin Na (1)           |

D = debutant
Achter de naam van de speler staat hoeveel punten hij heeft behaald.

### Ronde 2: 16 spelers
| Winnaar          | Uitslag | Verliezer        |
| ---------------- | ------- | ---------------- |
| Jim Furyk        | 5 & 3   | J.B. Holmes      |
| Louis Oosthuizen | 1 up    | Rickie Fowler    |
| Rory McIlroy     | 6 & 5   | Hideki Matsuyama |
| John Senden      | 2 & 1   | Hunter Mahan     |
| Paul Casey       | 3 & 1   | Charl Schwartzel |
| Lee Westwood     | 3 & 2   | Danny Willett    |
| Gary Woodland    | 2 & 1   | Marc Leishman    |
| Tommy Fleetwood  | 2 & 1   | Branden Grace    |

Scores

## Kwartfinale
| Winnaars      | Uitslag | Verliezers       |
| ------------- | ------- | ---------------- |
| Rory McIlroy  | Hole 22 | Paul Casey       |
| Jim Furyk     | 4 & 2   | Louis Oosthuizen |
| Gary Woodland | 5 & 3   | John Senden      |
| Danny Willett | 4 & 3   | Tommy Fleetwood  |

## Halve finale
| Winnaars      | Uitslag | Verliezers    |
| ------------- | ------- | ------------- |
| Rory McIlroy  | 1 up    | Jim Furyk     |
| Gary Woodland | 3 & 2   | Danny Willett |

## Finale en troostfinale
In de finale werd Gary Woodland met 4 & 2 door Rory McIlroy, die al als nummer 1 op de wereldranglijst stond, verslagen. Danny Willett versloeg Jim Furyk in de troostfinale en eindigde op de derde plaats.
Voor Rory McIlroy was dit zijn 148ste toernooi op de Europese Tour en zijn 11de overwinning. Het was zijn 24ste deelname aan een WGC toernooi, waarvan hij 2 van de laatste 3 won. Hij is de jongste winnaar van dit matchplay toernooi, de dag na het toernooi is zijn 26ste verjaardag.